# قصر هاري نيواس
قصر هاري نيواس هو قصر في جامو بالهند. يطل على نهر تاوي من جهة وعلى الجانب يطل على تلال تريكوتا.

## التاريخ
تم بناء القصر من قبل هاري سينغ، آخر مهراجا لجامو وكشمير (1895 - 1961) في أوائل القرن العشرين، الذي انتقل إليه في عام 1925 من قصر مبارك ماندي الأقدم. في هذا القصر أمضى هاري سينغ الأيام الأخيرة من إقامته في كشمير، قبل أن ينتقل إلى بومباي (مومباي الآن). المبنى عبارة عن مبنى على الطراز الفن الزخرفي. قام أحفاد المهراجا بتحويل القصر إلى فندق تراثي في عام 1990. وداخل نفس العقار يقع أيضًا متحف قصر عمار محل.